# Route nationale 354
Pour les articles homonymes, voir Route 354.
La route nationale 354, ou RN 354, est une route nationale française reliant Bondues à Lomme, dans la banlieue nord-ouest de Lille. Elle a été constituée à partir de tronçons appartenant précédemment à la RN 352 (de Bondues à Wambrechies et de Vert-Galant à Pérenchies), à la RN 349 (de Wambrechies à Vert-Galant) et au CD 7 du département du Nord (de Pérenchies à Lomme). Le décret du 5 décembre 2005 a prévu son transfert dans le département du Nord : la RN 354 devient la RD 654.
Auparavant, la RN 354 reliait Carvin à Quiévrechain. À la suite de la réforme de 1972, elle a été déclassée en RD 954. D'Auchy-lez-Orchies à Saint-Amand-les-Eaux, elle était en tronc commun avec la RN 353. Ce tronçon a été renuméroté RD 549 d'Auchy-lez-Orchies à Orchies, RD 953 d'Orchies à Nouveau-Jeu et RD 955 de Nouveau-Jeu à Saint-Amand-les-Eaux.
Voir l'ancien tracé de la RN 354 sur Google Maps

## Tracé actuel de Bondues à Lomme (D 654)
- Bondues D 654
- Wambrechies
- Vert-Galant
- Verlinghem
- Pérenchies
- Lomme D 654

## Ancien tracé de Carvin à Blanc-Misseron

### De Carvin à Auchy-lez-Orchies (D 954)
- Carvin D 954 (km 0)
- Libercourt (km 4)
- Wahagnies (km 7)
- Thumeries (km 9)
- Mons-en-Pévèle (km 13)
- Petit-Pavé, commune de Bersée (km 15)
- Bersée (km 16)
- Auchy-lez-Orchies D 954 (km 21)

### De Saint-Amand-les-Eaux à Blanc-Misseron (D 954)
- Saint-Amand-les-Eaux D 954 (km 39)
- Odomez (km 48)
- Fresnes-sur-Escaut (km 52)
- Condé-sur-l'Escaut (km 54)
- Crespin (km 61)
- Blanc-Misseron, commune de Quiévrechain D 954 (km 63)